# Dendrobium subpetiolatum
Dendrobium subpetiolatum är en orkidéart som beskrevs av Rudolf Schlechter. Dendrobium subpetiolatum ingår i släktet Dendrobium, och familjen orkidéer. Inga underarter finns listade i Catalogue of Life.